# Idík ze Švábenic
Idík I. ze Švábenic (Jiljí I. ze Švábenic; před 1232–1268) byl moravský šlechtic a nejvýznamnější příslušník rodu Švábenických ze Švábenic. Byl synem Milíče I. ze Švábenic, který mu otevřel cestu do vyšší společnosti.
V pramenech se poprvé objevil v roce 1232, kdy působil jako moravský podčeší. S bratrem Milíčem II. a Slaviborem pobýval na dvoře moravského markraběte Přemysla. Poté, co Přemysl v roce 1239 zemřel, zdržoval se na dvoře jeho bratra českého krále Václava I. Není známo jakou roli Idík hrál v občanské válce mezi Václavem I. a Přemyslem Otakarem II. mezi lety 1248 a 1249. Zřejmě byl v tu dobu v Přemyslových službách, ale nebyl aktivním účastníkem odboje proti Václavovi. Po smrti svého bratra Milíče v roce 1252 se stal nejvýznamnějším příslušníkem rodu. Na přelomu let 1254 a 1255 se zúčastnil Přemyslovy křížové výpravy do Pruska. Od roku 1255 do roku 1256 byl v úřadu olomouckého purkrabího.
Idík zřejmě obdržel povolení nebo dokonce rozkaz od krále kolonizovat oblast severovýchodních Čech, kterou spravoval, a severní Moravy. V severovýchodních Čechách vystavil město Trutnov a řadu hradů, takzvaná kolonizační provizoria (například Rechenburk, Bolkov nebo Horní Vlčice). Na severu Moravy spravoval královský hrad Úsov a na jihu Moravy vybudoval hrad Švábenice, po kterém se později celý jeho rod psal. Roku 1262 se stal bítovským komorníkem, kterým byl až do své smrti roku 1268. Zanechal po sobě syna Všebora, Hrabiše a Vítka. Nejprve se oženil zřejmě s neznámou příslušnicí rodu Hrabišiců. Jeho druhou manželkou byla jistá Markéta, která mohla být dcerou svaté Zdislavy a Havla z Lemberka.

## Život

### Počátek kariéry

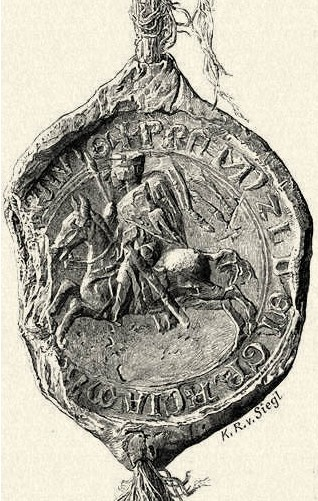
Pečeť moravského markraběte Přemysla

Narodil se jako syn nejstaršího doloženého člena rodu Švábenských Milíče I. ze Švábenic, který Idíkovi a jeho bratrům Slaviborovi I. a Milíčovi II. svými kontakty otevřel cestu do vyšší společnosti. V pramenech se Idík poprvé objevil roku 1232 na listině moravského markraběte Přemysla ve Znojmě. Na této listině Idík vystupuje ve funkci markraběcího podčešího, čímž nepřímo navázal na kariéru svého otce, jenž před tím působil jako královský podčeší. Znovu na Přemyslově listině Idík svědčil o rok později a opět ve Znojmě. Jeho činnost se však neomezovala pouze na Moravu – v roce 1233 osvědčil také listinu krále Václava I. Obě písemnosti z roku 1233 výslovně potvrzují, že Idíkův otec byl Milíč I. ze Švábenic. S bratrem Slaviborem Idík následně v dubnu 1234 figuroval v Přemyslově družině na Velehradě a téhož roku 2. října s bratry Slaviborem a Milíčem v Přemyslově společnosti v Praze. Zatímco v této listině je Idík s bratry zařazen mezi šlechtice z Čech, v markraběcí listině vydané 31. října 1234 ve Znojmě jsou naopak jmenováni mezi moravskými šlechtici. Z toho vyplývá, že Idík a jeho rodina zřejmě vlastnila majetky v Čechách i na Moravě. Idík a Milíč II. se posléze s markraběcím dvorem přesunuli ze Znojma do Brna, kde 2. listopadu svědčili ve prospěch Rajhardského kláštera. Znovu v Brně svědčili v březnu 1235.
V lednu 1236 se Idík s Milíčem objevili na listině Václava I. ve velehradském klášteře, na které jsou označeni jako šlechtici ze Znojemska. Není známo, že by Idík měl nějaké majetky v okolí Znojma, vyloučit to ovšem nelze. Znovu byl Idík s bratry ve společnosti krále Václava I. v srpnu 1237. V březnu 1239 Idík s Milíčem naposledy svědčil markraběti Přemyslovi na Pražském hradě. Brzy poté 16. října 1239 markrabě Přemysl zemřel a vládu na Moravě převzal sám Václav I. V tu dobu byl už mrtvý taky Idíkův otec Milíč I., jenž se v pramenech naposledy objevil v březnu 1238 a poté zemřel. Roli nejdůležitějšího člena rodu tak převzal Idíkův bratr Milíč II. Roku 1240 Idík čtyřikrát svědčil na listině Václava I. ve prospěch tišnovského kláštera. Na listině z října 1240 se Idík v Hradci Králové poprvé objevil s přídomkem z Olomouce. Je to rovněž první doložený kontakt rodu Švábeniců se severovýchodními Čechami, které později spravovali. Poté zmínky o Idíkovi i jeho bratrech zmizely a v pramenech se znovu objevili až v červenci 1245 v Praze, kdy osvědčili list Václava I. ve prospěch oslavanského kláštera.

### Ve službách Přemysla Otakar II.

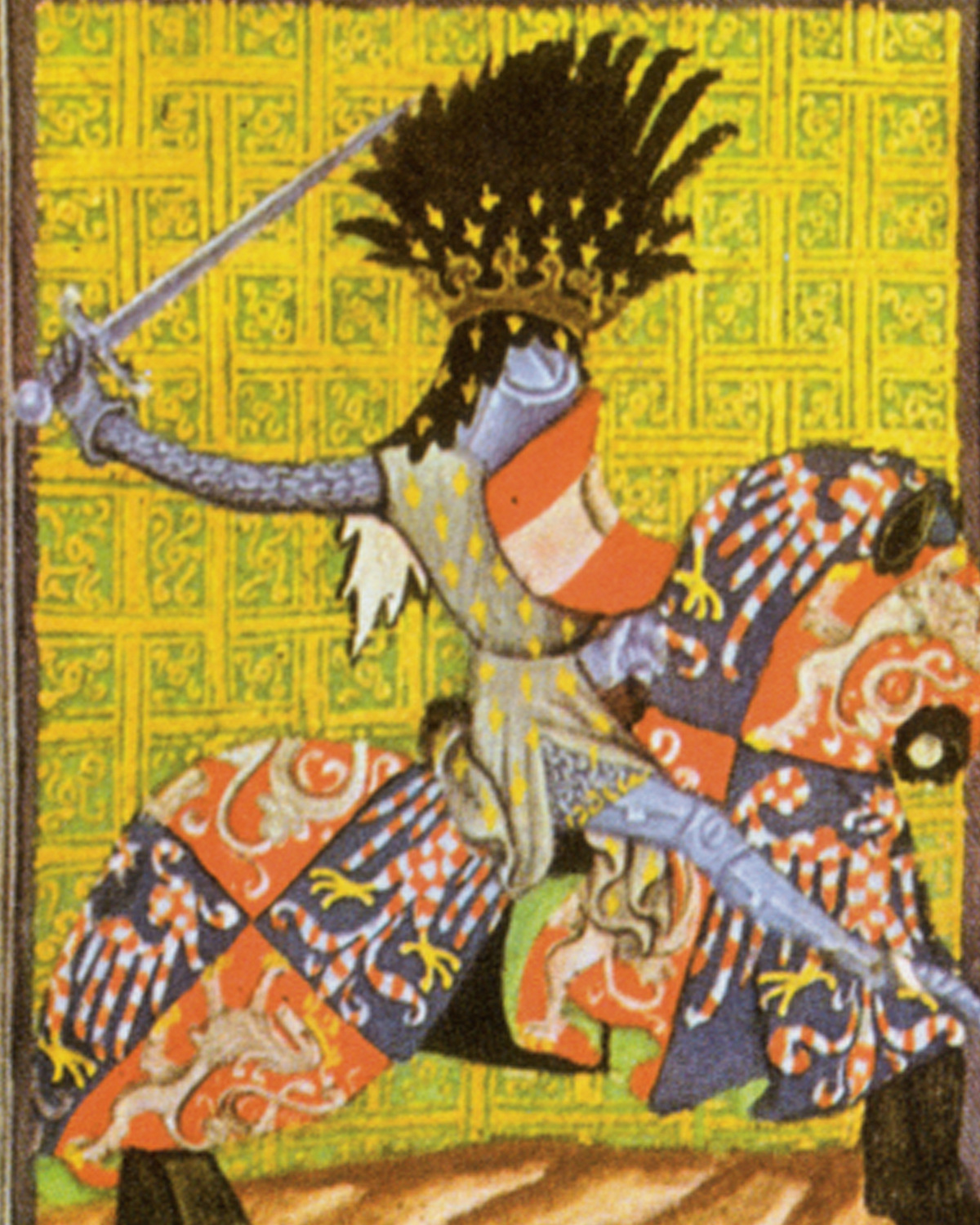
Přemysl Otakar II. (Gelnhausenův kodex)

V roce 1247 se Idík a jeho bratři poprvé objevili ve společnosti nového moravského markraběte Přemysla, budoucího českého krále Přemysla Otakara II. Mezi 1248 a 1249 v zemi vypukla vzpoura proti Václavovi I. vedená právě jeho synem Přemyslem Otakarem II., která však nakonec skončila Přemyslovým neúspěchem. V době války mezi Václavem a Přemyslem se Idík objevil pouze na Přemyslově listině z počátku roku 1249 v Praze. Idíkův aktivní podíl na Přemyslově odboji tím však nelze doložit, protože na listině figurují i někteří důležití straníci Václava I. (Jindřich a Častolov ze Žitavy). Pravděpodobně byl Idík i s bratry za války v Přemyslových službách, protože se v jeho nejužším okolí objevuje před válkou i po válce, ale zřejmě nebyl aktivním účastníkem odboje. Neexistují totiž žádné zmínky o tom, že by Idíka Václav I. po porážce rebelů nějak potrestal. Brzy po Přemyslově porážce Idík se svými bratry svědčil na jeho listině vydané v Olomouci. Poté znovu svědčil na jím vydaném listě z 23. března v Němčicích ve prospěch rajhardského kláštera a 5. dubna 1251 v Hradci Králové ve prospěch řádu Německých rytířů. Na hradecké listině Idík figuruje s přídomkem z Újezda. Protože v tu dobu v Českých zemích bylo více než 120 vsí s názvem Újezd, nelze identifikovat o jaký Újezd se jednalo. V dalších letech zároveň nejsou žádné další doklady o tom, že by Idík nějaký statek s názvem Újezd vlastnil. Mohl ho proto prodat nebo se název Újezd neujal a došlo k přejmenování tohoto místa. Idíkův přídomek je prvním i když nepřímým důkazem o kolonizační činnosti Švábenického rodu, protože Újezd je typickým kolonizačním názvem vesnice.
Zřejmě v roce 1252 zemřel Idíkův bratr Milíč II. a Idík po něm převzal úlohu hlavy rodu. Na přelomu let 1254 a 1255 spolu s českým králem Přemyslem Otakarem II. podnikl křížovou výpravu do Prus. Na falzu údajně vydaném 2. ledna 1255 v Brně vytvořeném v roce 1294 Idík svědčil ve prospěch tišnovského kláštera. Na tomto falzu je uveden jako olomoucký purkrabí. Falzátor si však neuvědomil, že v Brně Idík na počátku 1255 být nemohl, protože se zúčastnil křížové výpravy do Pruska. Podruhé se ve funkci olomouckého purkrabího objevil na falzu z druhé poloviny 13. století hlásící se k srpnu 1255. První pravá listina, na které je Idík uveden jako olomoucký purkrabí, byla vydána také v roce 1255 v Brně. Zde se také poprvé objevili jeho dva synové Všebor I. a Hrabiš I. Rovněž roku 1256 se Idík třikrát píše jako olomoucký purkrabí (jednou 16. ledna v Olomouci na pravé listině, podruhé 23. ledna také v Olomouci na pravděpodobném falzu a potřetí na pravé listině 16. července v Opavě). Bez uvedení své funkce Idík figuroval na listinách vydaných v červenci 1256 v Opavě ve prospěch řádu Johanitů. V úřadu olomouckého purkrabího byl tedy mezi lety 1255 a 1256, ale kvůli nedostatku pramenů je možné že i déle, protože jméno nového olomouckého purkrabího se v pramenech objevilo až roku 1261.

### Kolonizační aktivity
Je pravděpodobné, že Idík dostal povolení nebo dokonce rozkaz, od českého krále Václava I. eventuálně i Přemysla Otakara II., aby kolonizoval dosud řídce osídlené území severovýchodních Čech a severní Moravy. O Idíkově kolonizační aktivitě nepřímo pojednává soubor tří listin spadajících do roku 1260. První dvě jsou známé pouze z pozdější konfirmace Václavem II. v Praze 6. ledna 1301, která vznikla u svého příjemce zderazkého kláštera. Téhož dne byla vydána Václavem další listina potvrzující zderazkému klášteru různá práva, která se dochovala pouze v opise a také vznikla ve zderazském klášteře. I tato listina se odvolává na dvě listiny z roku 1260. Třetí podezřelá listina se hlásí k 1. květnu 1260, ale je známa pouze z ověřeného opisu z roku 1359. Nejdůležitější podezřelá listina byla údajně vydána v Úpě někdy před 3. dubnem 1260. Listinu vydal Idík, jenž se zde uvádí podle majetku, který vlastnil, jako Idík z Úpy, z Úsova a ze Švábenic. V listině daruje do trvalého vlastnictví nově vystavěnému špitálu v Úpě vesnice Libeč a Debrné, mlýn, lán, každý desátý denár z pokut odevzdávaných v úpské provincii a dvě kaple, jednu u samotného špitálu a druhou ve městě Brusinci. Špitál zároveň podřídil zderazkému klášteru. Na listině je uvedena řada svědků včetně pražského biskupa Jana III. z Dražic a Idíkova syna Vítka z Úpy, který se tímto výstupem poprvé objevil v pramenech. Dále zde figuruje mnoho nižších šlechticů ze severovýchodních Čech a Idíkových služebníků. Z listiny je zřejmé, že Idík měl po vzoru královského dvora kolem sebe vybudován malý dvůr. Zároveň se zde upomínají lokátoři jednotlivých vesnic v oblasti severovýchodních Čech. V dalších dvou písemnostech z roku 1260 biskup Jan z Dražic potvrdil Idíkovo obdarování špitálu v Úpě a vymezil rozsah úpské farnosti. Idík na první z nich vystupoval jak bítovský komorník. Idík je jako bítovský komorník věrohodně doložen v období 1262–1263, ale k roku 1261 se bítovským komorníkem upomíná Dětřich z Kněžic. Nelze předpokládat, že Idík měl ve svém působení ve funkci bítovského komorníka v roce 1261 odmlku. Řešení jsou dvě, Idíkova listina buď nebyla vydána v roce 1260 (to si upravil až opisovatel listiny) nebo údaj o Idíkově komornickém úřadě je pozdějším doplňkem klášterního písaře. Všechny tři listiny jednoznačně dokládají, že Idík spravoval území severovýchodních Čech a aktivně tento kraj kolonizoval.

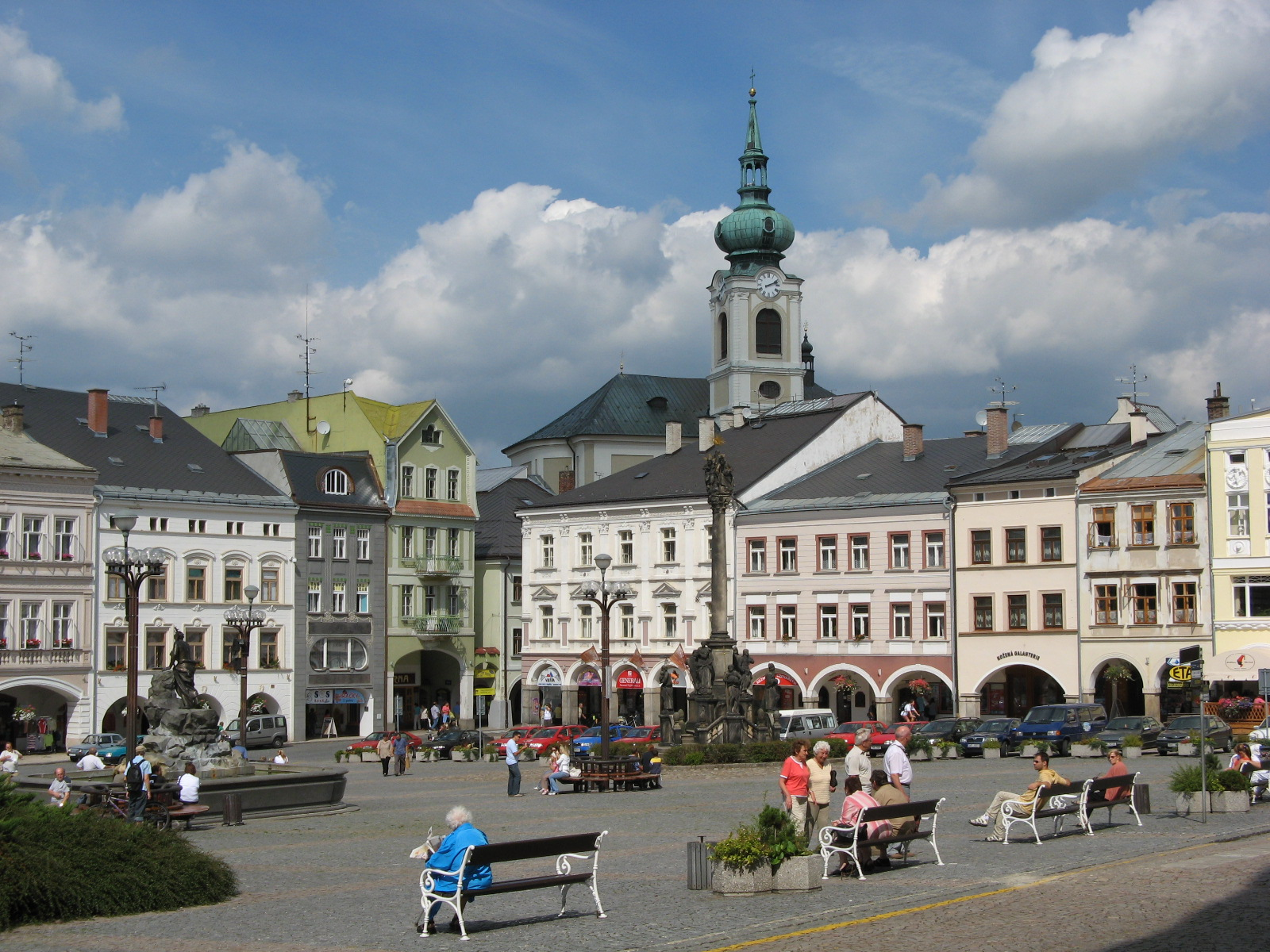
Krakonošovo náměstí v Trutnově

Podle Josefa Vítězslava Šimáka začali severovýchodní Čechy od Hostinného až po slezské pomezí osidlovat z rozkazu Václava I. páni ze Švábenic. Šimák uvádí, že zde před rokem 1200 vznikla osada Úpa. Kolonizace v první polovině 13. století podle něj provozovali čeští obyvatelé, ale kolonizaci v druhé polovině 13. století vykonávali německy mluvící obyvatelstvo ze Slezska. Podle Šimáka nebyla poloha Úpy u řeky příliš příhodná, a proto někdy před rokem 1260 páni ze Švábenic přeložili úpské městské sídliště do oblasti vsi Trutnova. Město se stalo hlavním městem úpské provincie, kterou ovládali Švábenicové. Ti v Úpě založili hrad a dva kostely, u jednoho z nich vystavili špitál podřízený zderazkým křížovníkům. Tato Úpa je podle něj v dobových pramenech zvaná Úpa první, pozdější město Trutnov. V písemnostech se mluví také o Úpě druhé a to je podle něj původní Úpa dole u řeky. O rekonstrukci podoby kolonizace severovýchodních Čech se pokusil také Vladimír Wolf. Podle něho se ve 40. letech 13. století na Trutnovsku usadili páni ze Švábenic, kteří od krále dostali za úkol osídlit zdejší krajinu. Na pomoc si s sebou vzali křížovníky ze zderazkého kláštera. Založili zde novou Úpu, dnešní Trutnov a několik hradů, takzvaná kolonizační provizoria (například Rechenburk, Bolkov nebo Horní Vlčice). To, že Úpa (Trutnov) se před rokem 1260 stala městem, zpochybnil Jiří Bock. Jiří Kejř vznik města Trutnova datoval mezi roky 1298 a 1300. Ondřej Wolf zaujal kompromisní stanovisko, že Úpa (Trutnov) existovala jako tržní středisko oblasti už před rokem 1260, ale v právní město se proměnilo až po roce 1300.
Idík se na listině hlásící se k roku 1260 psal s přídomkem z Úsova. Jednalo se o královský hrad Úsov na severní Moravě, který Švábenicové měli v dočasné správě. I na severní Moravě se rod Švábenických podílel na kolonizaci, o jejich kolonizační činnosti na severní Moravě však se však neví tolik jako o jejich kolonizaci v severovýchodních Čechách. Kolonizaci zde navíc provozoval především Idíkův syn Hrabiš I. Idík na jižní Moravě někdy před rokem 1260 rovněž nechal vybudovat hrad Švábenice, po kterém se později psal celý jeho rod, ačkoli ho poněkud zanedbával, protože ho nepovažoval za své hlavní sídlo.

### Bítovský komorník

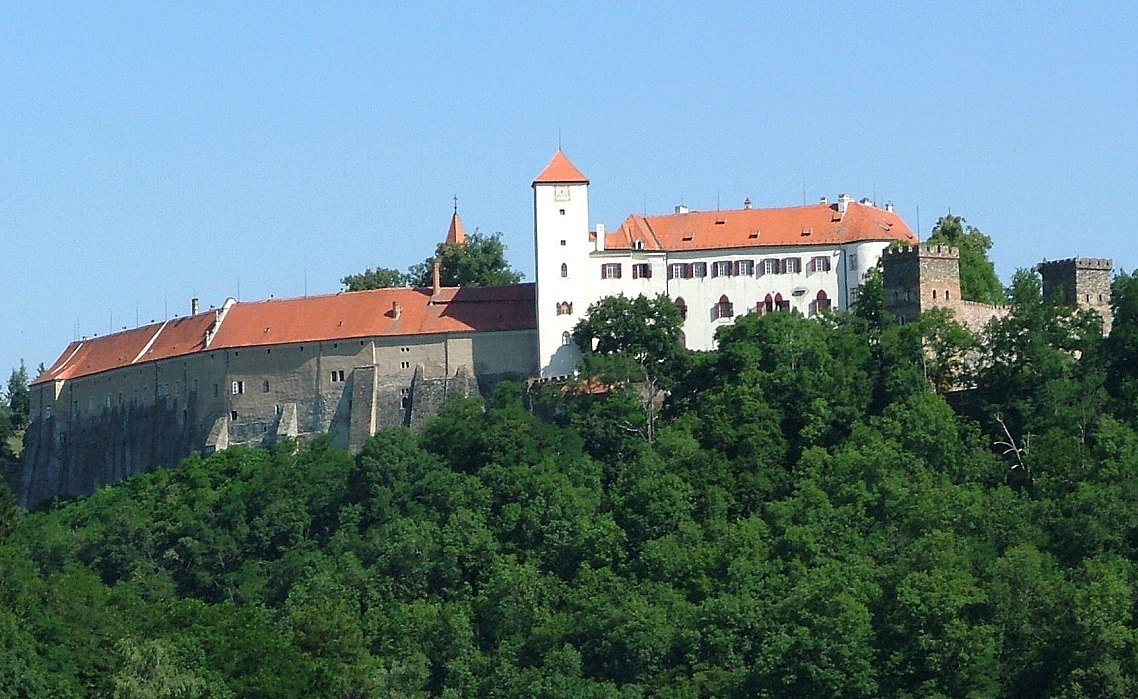
Hrad Bítov

Idík v dubnu 1261 svědčil na zakládací listině vizovického kláštera. V srpnu 1261 pobýval s Přemyslem Otakarem II. v Olomouci. V polovině února 1262 s Přemyslem prodléval v Praze. V roce 1262 mu český král svěřil významnou funkci bítovského komorníka. Podle Libora Jana v této době bítovští komorníci zastávali i úřad znojemského komorníka. V listopadu 1262 Idík svědčil ve Znojmě ve prospěch oslavanského kláštera. K této listině Idík přiložil svou pečeť, která se dochovala do současnosti. Je to nejstarší pečeť příslušníků rodu Švábeniců. V březnu 1263 bítovský komorník figuroval na listině Přemysla Otakar II. vydané v Hradci Králové. Znovu byl téhož roku uveden 1. prosince 1263 ve Znojmě. V listopadu 1264 byl Idík přítomen, když Přemysl urovnával jeden spor. Poté Idík na čas zmizel z pramenů. Až 8. února 1268 ve Znojmě spolu se znojemským purkrabím Oldřichem z Drnholce zpečetil transakci mezi Oldřichovým služebníkem Alešem a oslavanským klášterem. Je to poslední listina o Idíkovi I. ze Švábenic, poté v průběhu roku 1268 patrně zemřel. Zanechal po sobě syna Všebora, Hrabiše a Vítka.

## Rodina
O tom, jakou měl Idík manželku, mezi historiky nepanuje shoda. František Palacký ve svém díle napsal, že Idík si za ženu vzal jednu z dcer Všebora IV. Hrabišice. Ladislav Hosák na Palackého navázal s domněnkou, že Idík a jeho bratr Slavibor si vzali pravděpodobné dcery Všebora Hrabišice Eufemii a Svatochnu. Vycházel totiž ze závěti Všeborova bratra Kojaty IV. Hrabišice, ve které Kojata odkázal svým neteřím nebo švagrovým (sororinae) Eufemii a Svatochně vesnice Drnovice a Račice. Hosák latinské slovo sororinae přeložil jako neteře a obě ženy proto pokládal za Všeborovy dcery. Slavibora a Idíka považoval za jejich manžele, kvůli faktu že na falzu z roku 1269 až 1275 hlásícím se k roku 1249 se Slavibor psal s přídomkem „z Drnovic“. František Pokorný a Vratislav Vaníček Hosákovu domněnku později představili jako hotový fakt – Slavibor se oženil se Svatochnou a Idík s Eufemií.
Josef Žemlička termín (sororinae) pochopil jako švagrové. Podle jeho výkladu z roku 1990 Kojata dvě vesnice daroval manželkám svých bratrů Hrabiše IV. a Všebora. Ze Všeborova manželství s Eufemií měla vzejít dcera neznámého jména, která se provdala do rodu pánů ze Švábenic. Později v roce 2002 Žemlička však uvedl pouze to, že členky rodu Hrabišiců Eufemie a Svatohna byly provdány za pány ze Švábenic. Tomáš Velímský se ve své studii vydané roku 1992 přiklonil Žemličkově původnímu názoru, ale v jiném díle z roku 2002 nejdříve přijímal možnost s neteřemi, následně ještě ve stejné knize však připustil obě varianty. David Papajík uvedl, že je pravděpodobnější verze s neteřemi, protože kdyby si Idík a Slavibor měli vzít vdovy po Hrabišovi a Všeborovi, jednalo by se asi o 30 let starší ženy, což by bylo velmi nestandardní. Zároveň stejně jako Žemlička a Velímský poukázal na to, že ačkoli o sňatku Idíka a Slavibora s členkou z rodu Hrabišiců nejsou žádné přímé důkazy, je to velmi pravděpodobné, protože jména Idíkových a Slaviborových synů jsou typická pro rod Hrabišiců (Kojata, Všebor, Hrabiš). Celou záležitost Papajík shrnul, že je velmi pravděpodobné, že si Idík a Slavibor vzali členky rodu Hrabišiců, ale jestli se jednalo o Eufemii a Svatochnu, nelze pro nedostatek pramenů potvrdit ani vyvrátit. Jako další indicie k příbuzenství Hrabišiců a Švábeniců, poslouží fakt, že Idíkův syn Vítek z Úpy na jedné z listin uvedl, že zderazský klášter křižovníků strážců Božího hrobu, který založili Hrabišici, byl založen jeho předky.
Na falzu hlásícím k roku 1260 je zmíněna Idíkova manželka Markéta, jednalo se proto zřejmě o jeho druhou manželku, se kterou měl zřejmě syna Vítka z Úpy. Je možné, že tato Markéta byla dcerou svaté Zdislavy a Havla z Lemberka. Idíkovi dva starší synové Všebor a Hrabiš asi pocházely z Idíkova prvního manželství.

## Pečeť
Idíkova pečeť se zachovala z roku 1262, kdy ji pergamenovým proužkem a různými barevnými nitěmi přivěsil na jednu listinu. Byla štítová o rozměrech 60 x 50 milimetrů. Zhotovena byla z přírodního vosku. Nacházela se v ní postava rytíře s hrncovou helmou za hlavě, která před sebou drží gotický štít, v němž se nalézala rozletitá střela s kruhem. Stál na ní opis gotickou majuskulou: +S EGIDII . CAMERARII . BEOTENSIS.